# Kościół św. Franciszka z Asyżu w Bronikowie
Kościół św. Franciszka z Asyżu w Bronikowie – drewniany rzymskokatolicki kościół parafialny zlokalizowany w centrum wsi Bronikowo (powiat kościański, województwo wielkopolskie). Miejsce kultu parafii św. Franciszka z Asyżu. 25 listopada 1932 został wpisany do rejestru zabytków pod numerem 23. Kościół jest jednym z najciekawszych przykładów drewnianej architektury sakralnej w rejonie Śmigla – zachował m.in. oryginalne wyposażenie w stylu barokowym.

## Historia

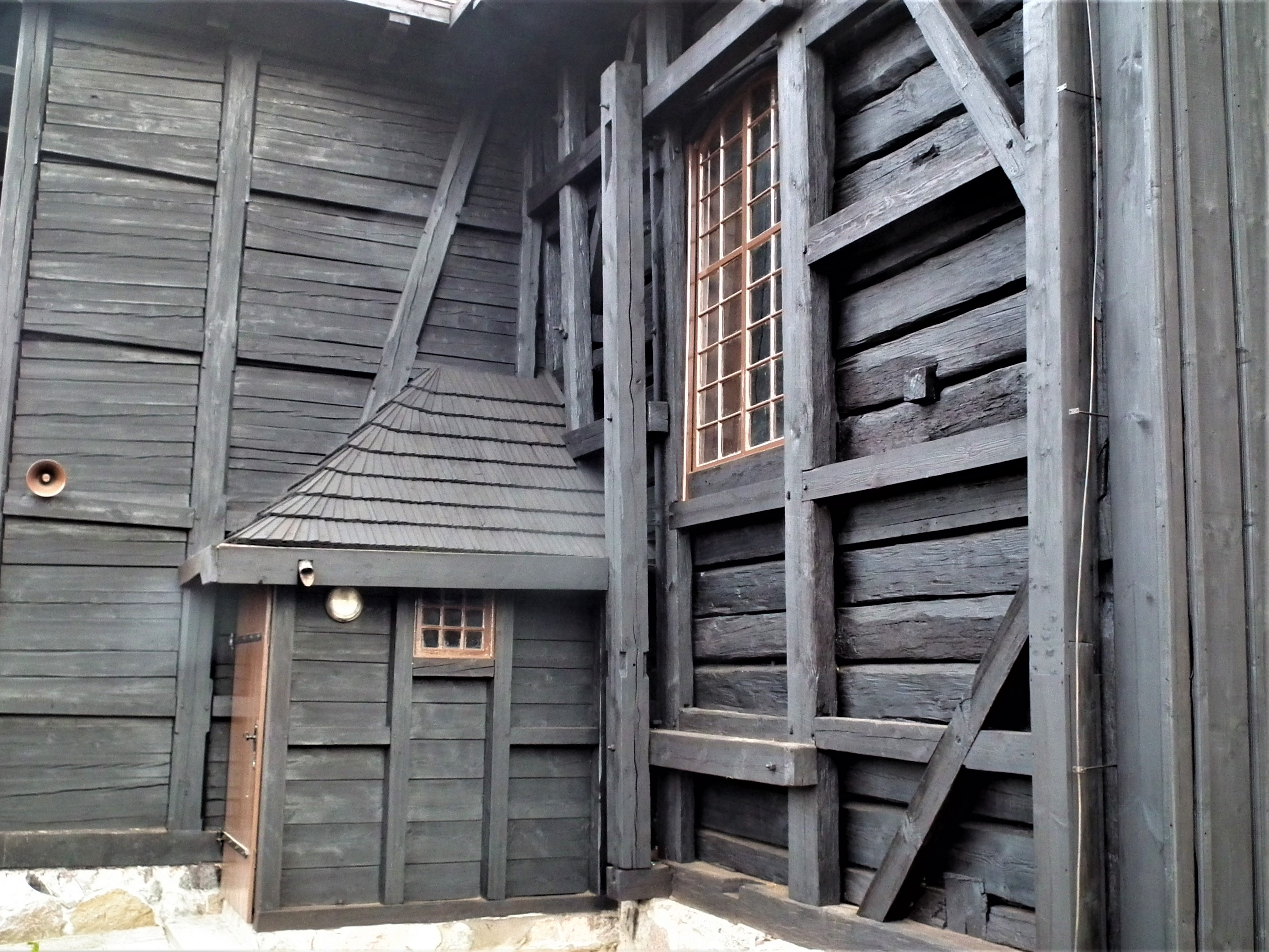
Fragment odsłoniętej konstrukcji

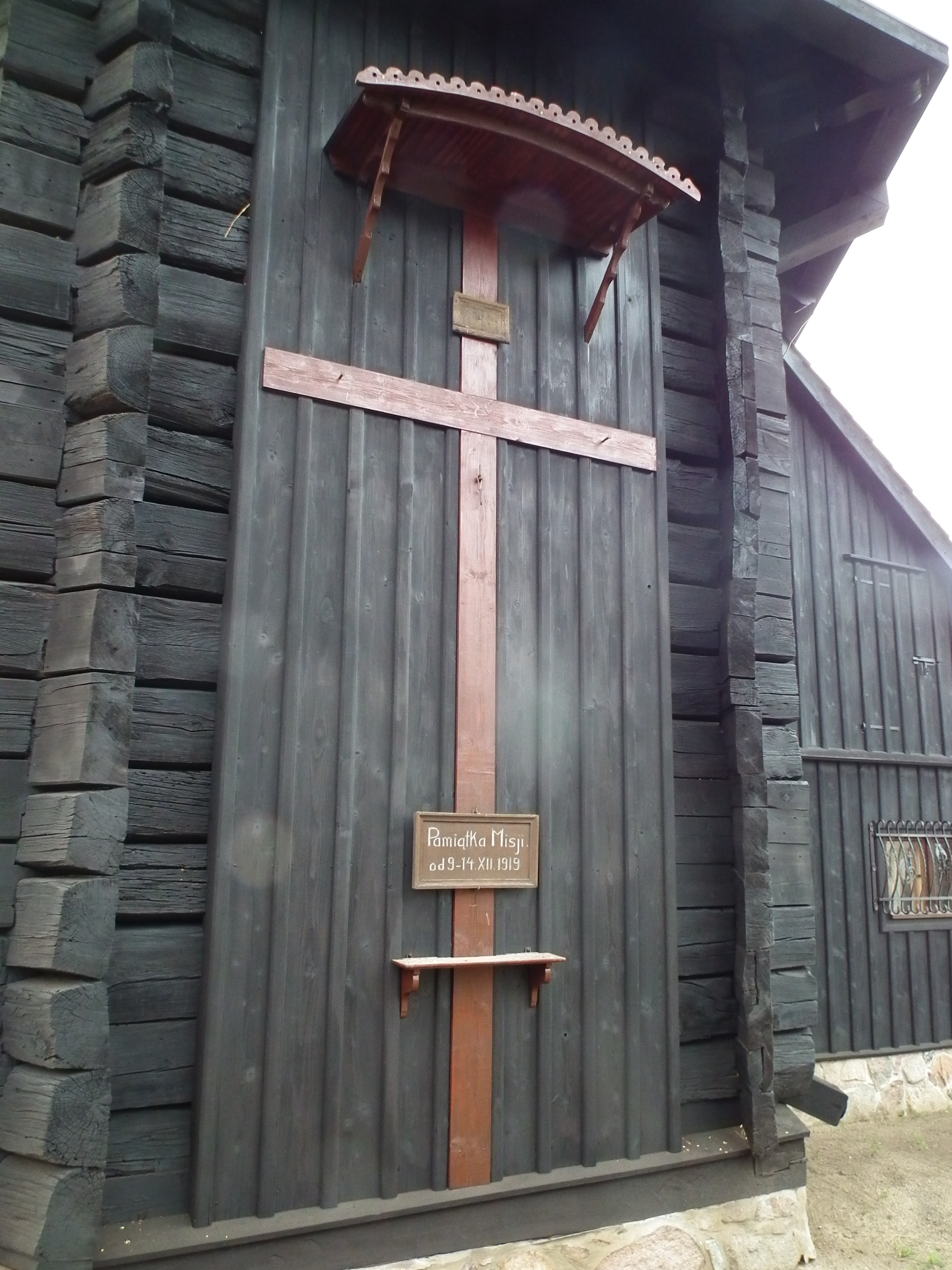
Krzyż na zewnętrznej ścianie prezbiterium

Drewniany kościół ufundowany został na początku XV wieku przez Bronikowskich, w 1423 wspomniany jest już proboszcz, Wacław. Podczas reformacji pierwszą świątynię przejęli protestanci, a katolicy odzyskali ją w 1599 (według innych źródeł koło 1590). Drugi kościół (także drewniany) ufundował Franciszek Zbyszewski w czwartej ćwierci XVII wieku. W 1738 pożar zniszczył prezbiterium, zakrystię, kaplice oraz wschodnią część nawy, ale jeszcze w tym samym roku, z inicjatywy Apolonii z Raczyńskich Jaraczewskiej oraz Ignacego Koźmińskiego z Radomicka podjęto prace w celu odbudowy kościoła. Ukończono je w 1739. Wnętrze kościoła na nowo pokryto dekoracją malarską. Około 1780 częściowo rozebrano wieżę, którą w 1786 odbudowano. W 1849 odnowiono wnętrze. W 1870 cieśla Franciszek Theinert wykonał remont konstrukcji kościoła (m.in. założył lisice oraz oszalował zakrystię). W latach 1927–1928 wyremontowano wieżę i dach. Z inicjatywy ks. Jana Jazdończyka i przy wsparciu Ottona Frotera w 1936 dobudowano dwie boczne kaplice z drewna modrzewiowego według projektu budowniczego Łukomskiego. Od tego momentu budowla uzyskała plan krzyża. Ściany wewnątrz nawy i kasetonowy strop oszalowano deseczkami modrzewiowymi w 1939. Podczas II wojny światowej świątynia była jedną z dwóch w powiecie kościańskim, których okupant niemiecki nie zamknął dla celów kultowych. Po II wojnie odbyły się trzy remonty: w 1965 (odchylająca się wieża), 1970 (wnętrze i wyposażenie) oraz 1982 (konserwacja od zewnątrz).

## Architektura
Obiekt jest jednonawowy, orientowany, wzniesiony na podmurówce z kamienia polnego i cegły. Kościół o zdwojonej konstrukcji ścian (ze szkieletem okalającym zrąb), pierwotnie oszalowany. Prezbiterium odbudowano po pożarze w 1738 jako zrębowe. Zakrystia wykonana w konstrukcji sumikowo-łątkowej. Wieża, dostawiona do nawy od strony zachodniej – słupowo-ramowa, oszalowana. Prezbiterium jest węższe od nawy i niższe od niej, zamknięte trójbocznie. Dach jest dwuspadowy, a nad kaplicami trójspadowy. Wieża ma dwie kondygnacje i jest nakryta dachem czteropołaciowym z baniastym hełmem z latarnią zwieńczoną chorągiewką z datą 1786. Wnętrze jest nakryte stropami z listwową kratownicą. Prezbiterium nakrywa strop kasetonowy. Na ścianie prezbiterium od strony zewnętrznej wisi drewniany krzyż z około 1700 z tabliczką upamiętniającą Misje święte w 1919.

## Wnętrze
Cenny jest architektoniczny ołtarz główny pochodzący z około 1700 (być może z 1662). Jest on ujęty dwiema kolumnami oraz ozdobiony rzeźbami św. Akwiliniusza, Piotra z Werony, Norberta, Placyda i figurkami aniołów. W głównym polu umieszczono obraz maryjny podobny do typu Matki Boskiej Śnieżnej (druga połowa XVII wieku). Ma on opinię cudownego i jest zasłaniany zasuwą z wizerunkiem Trójcy Świętej. Ołtarze boczne są barokowe. Zawierają obrazy: św. Franciszka (prawy, 1698) i Adorację Pięciu Ran Chrystusa przez świętych Franciszka i Katarzynę Sieneńską (lewy, 1704, typ barokowego czarnego ołtarza). Chrystus w tym ołtarzu ma srebrny płaszcz (1720–1730), a obok wisi około dwadzieścia wotów (XVII–XIX wiek). Ambona jest barokowa (pierwsza połowa XVIII wieku). Chrzcielnica, chór muzyczny, a także prospekt organowy pochodzą z około 1700 (prospekt został uzupełniony w XX wieku).

## Otoczenie
Teren przykościelny otoczony jest drewnianym ogrodzeniem (słupki murowane). Od strony wschodniej znajduje się plebania otoczona ogrodem. Lipy rosnące przy świątyni mają obwody do około 330 cm.